# آفتابگردان چندساله

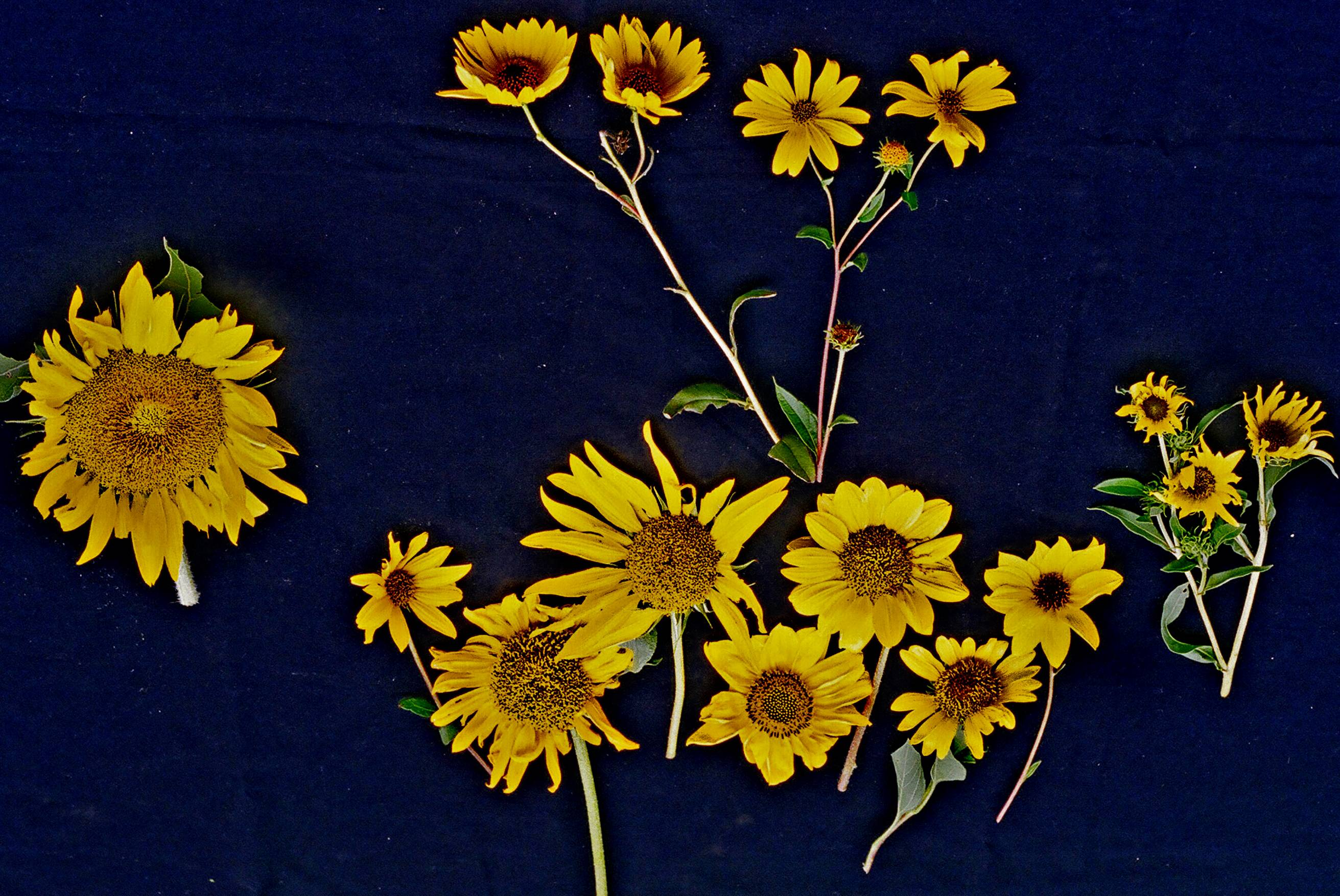

آفتابگردان چندساله (به انگلیسی: Perennial sunflower) محصولی از آفتابگردان است که از تلاقی گونه‌های آفتابگردان یک‌ساله بومی و چندساله وحشی تولید می‌شود.
آفتابگردان سالانه یکی از محصولات عمده دانه‌های روغنی است. ژن‌های مربوط به خویشاوندان چندساله وحشی ممکن است عمق و جرم ریشه را افزایش دهند و فصل رشد را طولانی کنند. این ارتقاء به معنای ارقام آینده با بازدهی بالاتر و حفاظت بهتر خاک است.